# Luce Gauthier
Vous pouvez aider à l'améliorer ou bien discuter des problèmes sur sa page de discussion.
- Il ne s’appuie pas, ou pas assez, sur des sources secondaires ou tertiaires. (Marqué depuis octobre 2020)
- Il n’est pas rédigé dans un style encyclopédique. (Marqué depuis octobre 2020)

- Archive Wikiwix
- Bing
- Cairn
- DuckDuckGo
- E. Universalis
- Gallica
- Google
- G. Books
- G. News
- G. Scholar
- Persée
- Qwant
- (zh) Baidu
- (ru) Yandex
- (wd) trouver des œuvres sur Wikidata

Luce Gauthier, née à Montréal en 1943 est une physicienne canadienne d'expression française. Elle est l'une des premières femmes francophone canadienne détenant un doctorat en physique[réf. nécessaire]. 
Elle pratique l'enseignement et la recherche et publie de nombreux articles. Durant toute sa carrière, elle se bat afin que les femmes scientifiques puissent avoir une place sur le marché du travail.

## Biographie
Luce Gauthier est née à Montréal en 1943 de parents scientifiques. Sa mère, Claire Morin, et son père, Roger Gauthier, ont fait connaissance en suivant les cours du Frère Marie-Victorin à l’Université de Montréal. Sa mère, licenciée en sciences, est la fille de Victor Morin l'auteur des Procédures des assemblées délibérantes, le dit Code Morin. Son père, fils d'un commerçant de Verdun, a reçu le prix Colin lors de ses études collégiales et, après avoir obtenu sa licence en sciences à l'Université de Montréal, il a poursuivi ses études de botanique à l' Université Cornell dont il est diplômé. Il a été professeur à l'Université de Montréal. 

### Jeunesse
Luce Gauthier est initiée dès son enfance aux sciences naturelles et à des théories scientifiques, particulièrement celle de l'Évolution, alors peu connues au Québec. Elle a de plus, sous les yeux dans sa famille, des modèles de femmes instruites qu'elle voit régulièrement. D’abord sa mère dont le soutien lui est indéfectible, puis des tantes tant du côté maternel que paternel qui ont, elles aussi, fréquenté les universités bien que dans des domaines autres que scientifiques.
Le parcours de Luce Gauthier commence à trois ou quatre ans alors qu'elle fréquente l' École de l'éveil, une école maternelle orientée vers les sciences naturelles, fondée par Marcelle Gauvreau et située au Jardin botanique de Montréal. Ces cours s'insèrent dans la continuité des enseignements de ses parents. Elle est couronnée Reine de l'École de l’Éveil, par le maire de Montréal Camillien Houde, lors d'un spectacle de fin d’année, en ou vers 1948. 
Après ses études primaires dans le quartier Rosemont où elle habite, c'est tout naturellement qu'elle entreprend ce qui se nomme alors le cours classique. Pendant ses études elle continue de s'intéresser aux sciences et en plus de celles enseignées au collège ou par ses parents, elle s'inscrit à un cours d’entomologie donné le samedi au Jardin botanique et à un cours d'été de quelques semaines en géologie et botanique donné non loin de Montréal. À la suite de cela, en tant que représentante du Collège Marie-Anne qu'elle fréquente à ce moment-là, elle fait un exposé qui gagne un prix à l’une des premières expos-science organisées au Québec et tenue à l’Université de Montréal.

### Études universitaires
En 1964, elle obtient avec grande distinction, un baccalauréat ès arts (B.A.), option physique mathématique, au Collège Basile Moreau et reçoit un prix honorifique en sciences. Elle s’oriente ensuite définitivement vers la physique et les mathématiques et, en 1967, elle obtient un baccalauréat spécialisé en physique (B.Sc.), de l'Université de Montréal. Pendant l'été suivant l'obtention de son baccalauréat, Luce Gauthier est engagée comme assistante de recherche par le professeur de mathématique A. Ronveau, de l'Université de Montréal. Puis, après une année d'études en maîtrise, elle se dirige vers des études doctorales à l'Université de l'Alberta.
Au département de physique de cette université, elle est d’abord assistante d'enseignement, puis boursière du Conseil national de recherche du Canada pendant trois ans. Elle se forme à la recherche auprès du Dr Abdul Naim Kamal et du Dr Mohsen Razavy, deux théoriciens de haut calibre qui lui offrent de plus la possibilité de participer à des écoles d’été à l'Université McGill et à l'Université de Toronto. Son domaine d’expertise se développe en physique des hautes énergies et des publications scientifiques émanent de ses travaux en théorie de la diffusion. En 1973, elle obtient un doctorat (PhD.) en physique théorique de l’Université de l'Alberta. Le titre de sa thèse est : Test of Resonance Recognition Criteria et son directeur de thèse est le Dr A.N. Kamal. Une publication de cette recherche en suivra une autre faite avec le Dr M. Razavy et intitulée Multiple Scattering by Two Centers of Force.

### Carrière
De 1973-75, elle est Boursière post-doctorat du Ministère de l'Éducation du Québec, d’abord à l'Université de Princeton, puis au Centre de recherche mathématique de l’Université de Montréal. Pendant l'été 1974, elle participe à l’École de physique du Centre de l'accélérateur linéaire de Stanford (SLAC) en Californie et en 1975, à l'IInstitut de physique théorique de juin des Houches, en France. En 1976-77 elle enseigne la physique quantique et la physique classique à l'Université de Moncton. 
Toutefois, même si depuis plusieurs années elle pose sa candidature à des postes de professeur dans les universités de langue française du Québec, celle-ci n’est jamais retenue et, après une année comme professeur invité à l’Université de Moncton, cette pionnière se retrouve sans emploi. Nous sommes en 1977, bien avant la mise en œuvre des mesures d’accès à l’égalité au Québec et les mentalités sont encore complètement fermées à l’idée qu’une femme puisse être professeur de physique à l’université.
De retour à Montréal, elle occupe divers postes temporaires dans l’enseignement. Elle donne un cours de physique classique à l’Université du Québec à Montréal et un cours d'optique et structure de la matière au secteur technique du CEGEP Ahuntsic. Pendant l’été 1978 elle est scientifique invitée à l'Institut de physique théorique de l’Université de l'Alberta pour y faire de la recherche avec le Dr. M. Razavy. 
Elle a heureusement une excellente santé qui lui permet de supporter les conditions inhérentes au travail précaire jusqu'à ce qu'Hydro-Québec l’engage comme Instructeur, à son Centre de formation en techniques nucléaires. Bien qu’elle eût toujours voulu être professeur dans le département de physique d’une université francophone du Québec et que ce travail constitue pour elle un recommencement, c'est cependant un poste qui lui permet de sortir du chômage et qui pourrait devenir permanent rapidement. C’est donc avec enthousiasme qu’elle s’installe à Trois-Rivières.
De 1980 jusqu'à sa retraite en 1997, elle est à l'emploi d’Hydro-Québec. Première femme instructeur[réf. nécessaire], elle enseigne la physique nucléaire et la physique du réacteur au personnel de la Centrale nucléaire de Gentilly. Puis elle est Conseiller à la section Physique et analyse et, à ce titre, elle participe à la mise en service de la centrale nucléaire Gentilly II. Elle est, entre autres, chargée du test des barres liquides, l’un des systèmes servant à la régulation de la réaction nucléaire de fission à l’intérieur du réacteur. Elle rédige aussi certains des rapports de mise en service requis pour obtenir l’homologation de la centrale.
À partir de 1984, sa carrière se poursuit à l'Institut de recherche d'Hydro-Québec (IREQ) situé à Varennes, principalement à titre de chercheur en fusion thermonucléaire contrôlée, au Centre canadien de fusion magnétique (CCFM). Ce poste l’amène d’abord à l’étude de problèmes de propagation d’ondes dans un plasma, puis à celle du plasma de bord dans le Tokamak de Varennes et enfin à l’étude de la trajectoire de particules sous l’effet des champs électriques d’un Tokamak. Elle demeure à Hydro-Québec jusqu’à sa retraite.
Parallèlement à sa carrière de physicienne, Luce Gauthier a toujours le souci de l’avancement des femmes et principalement des femmes de science vers l’égalité. Comme elle n’a pas pu exercer la carrière de son choix pour laquelle douze années d’études universitaire l'avait qualifiée, elle lutte toute sa vie pour faire changer la situation. Dans ce but elle publie plusieurs articles dans les revues de la Canadian Association of Physicists /Association canadienne des physiciens et physiciennes et de l’American Physical Society. Elle est aussi membre du conseil d’administration de l’Association des femmes diplômées des universités/ University Women Association, pendant plusieurs années et plus tard membre de l’Association Pour les droits des femmes du Québec, (PDF-Québec), pendant une dizaine d'années.
Même loin de l’enseignement, elle continue à s’intéresser à l’éducation et, en 1994, elle est nommée membre de la Commission de l’enseignement collégial du Conseil supérieur de l’Éducation ; elle y fait deux mandats. Elle s’adresse aussi directement aux jeunes et au public en général pour leur faire connaître les sciences par des écrits et des conférences ce qu’elle continue de faire après sa retraite. Depuis celle-ci elle a aussi été conseillère à l’ACFAS et guide bénévole au Jardin botanique de Montréal.
Elle prend sa retraite en 1997.
Elle est membre de la Canadian Association of Physicists / Association canadienne des physiciens et physiciennes, de l’American Physical Society et de l'ACFAS. En 2024 elle publie un livre sur la mécanique quantique destiné à un public intéressé au sujet sans en être familier.
Cette pionnière a dû surmonter bien des embûches pour devenir physicienne et faire carrière dans une société qui l’a souvent freinée. Dans le livre Propos d’une physicienne sur la situation de la femme de science, publié en 1999 aux Éditions Carte blanche, elle met en lumière certains des obstacles qu’elle a rencontrés. Elle est probablement la première[réf. souhaitée] physicienne canadienne-française détenant un PhD à avoir travaillé dans le domaine de la physique jusqu’à sa retraite.    

## Publications

### Publications scientifiques

#### Thèse de doctorat (Doctor of Philosophy in theoretical physics)
- Luce Gauthier, Test of resonance recognition criteria in potential scattering, Université de l'Alberta, 1973[8],[9].

#### Première partie de carrière
- L. Gauthier et M. Razavy, « Multiple Scattering by Two Centers of Force », Canadian Journal of Physics, vol. 51, no 12,‎ 15 juin 1973, p. 1322–1334 (ISSN 0008-4204, DOI 10.1139/p73-176, lire en ligne, consulté le 29 septembre 2020).
- (en) Luce Gauthier et A. N Kamal, « Tests of resonance recognition criteria in coupled channel problems with separable potentials », Annals of Physics, vol. 88, no 1,‎ 1er novembre 1974, p. 193–241 (ISSN 0003-4916, DOI 10.1016/0003-4916(74)90402-3, lire en ligne, consulté le 29 septembre 2020).
- (en) Luce Gauthier et A. N Kamal, « On the definition of the resonance with examples two-channel models », Annals of Physics, vol. 90, no 2,‎ 1er avril 1975, p. 515–529 (ISSN 0003-4916, DOI 10.1016/0003-4916(75)90007-X, lire en ligne, consulté le 29 septembre 2020).
- (en) R. C. Brunet, L. Gauthier et P. Winternitz, « Possible ambiguities in $pi$N phase-shift analysis », Phys. Rev., D, v. 13, no 5, pp. 1390-1404,‎ 1er mars 1976 (lire en ligne, consulté le 29 septembre 2020)

#### Deuxième partie de carrière
Au cours de la deuxième partie de sa carrière Luce Gauthier réalise plusieurs publications internes chez Hydro-Québec, d’abord pour traiter des sujets touchant la physique du réacteur de la centrale nucléaire de Gentilly II, et ensuite des sujets concernant le Tokamak de Varennes. Elle prend aussi part aux publications externes suivantes :
- C. N. Lashmore‐Davies, V. Fuchs, G. Francis et A. K. Ram, « A theory of fast‐wave absorption, transmission, and reflection in the ion cyclotron range of frequencies », The Physics of Fluids, vol. 31, no 6,‎ 1er juin 1988, p. 1614–1622 (ISSN 0031-9171, DOI 10.1063/1.866701, lire en ligne, consulté le 29 septembre 2020).
- (en) P. Couture, A. Boileau, R. Décoste et B. Gregory, « Biasing of closed double null poloidal divertor plates on TdeV », Physics Letters A, vol. 163, no 3,‎ 16 mars 1992, p. 204–208 (ISSN 0375-9601, DOI 10.1016/0375-9601(92)90409-F, lire en ligne, consulté le 29 septembre 2020)
- (en) « Plasma Physics and Controlled Nuclear Fusion Research 1994, Vol. 4 Proceedings of an International Conference held in Seville, Spain, 26 September -1 October 1994 », sur www.iaea.org, 28 février 2019 (consulté le 29 septembre 2020)

### Autres ouvrages
- Propos d'une physicienne sur la situation de la femme de science, Outremont (Québec), éditions Carte blanche, 1999, 62 p[10],[11],[7].

## Conférences

### Conférences scientifiques
- Diffusion multiple par deux centres de force, Centre de recherches mathématiques, Université de Montréal, 1973.
- Test des critères de résonances au moyen de modèles solubles à voies couplées, Centre de recherches mathématiques, Université de Montréal, 1974.
- Sur la définition d’une résonance, Réunion de la division régionale de l’est de l’Association canadienne des physiciens, CRM, Université de Montréal, 1974.
- La résonance 3-3 du système pN, Centre de recherches mathématiques (CRM), Université de Montréal, 1975.
- Test des critères de résonances au moyen de Modèles solubles à voies couplées, Collège de France, Paris, France,1975.
- Multiple Scattering by two Centers of Force, Royal Military College of Canada, Kingston, Ontario, 1976.

#### Invitations et publications de travaux relativement à la cause des femmes de science
- Présentation d'un mémoire lors de la consultation qui a suivi la publication du Livre Vert : Pour une politique québécoise de la recherche scientifique. 1979[12]. Elle y traite entre autres de la situation des femmes en science.
- Sur invitation du Ministre d'État au développement culturel, participation à un atelier de travail sur la recherche universitaire, à la suite de sa présentation d’un mémoire dans le cadre de la consultation entreprise par le Gouvernement du Québec, après à son Livre Vert, 18 octobre 1979.
- Conférencière à la polyvalente Cavalier-de-LaSalle, dans le cadre d'une journée d'orientation organisée par le comité Carrières et attitudes, mai 1989.
- Déléguée par Hydro-Québec au Premier sommet mondial sur les femmes et la multi-dimensionnatité du pouvoir, juin 1990.
- Participation à  l’émission Découverte animée par Pierre Maisonneuve sur les ondes de Radio Canada, 1990.
- Répartition des inscriptions aux cours de physique du CEGEP selon la variable sexe. L. Gauthier et P. Lavoie-Ste-Marie, Bulletin de l’Association des femmes diplômées des universités, 1995.
- Luce Gauthier, « Réflexions en marge de l'éditorial de J.S.C. McKee : A

Real Missing-Mass Problem/Un véritable problème de masse manquante », La Physique au Canada,‎ juillet/août 1999, p. 24 (lire en ligne).
- Propos d'une physicienne sur la situation de la femme de science, Québec, Carte blanche, 15 octobre 1999, 62 p. (ISBN 978-2922291308, SUDOC 091480353).
- Participation à l'émission Réalités 1999, Radio Centre-ville, Montréal à la suite de la parution de son livre : Propos d’une physicienne sur la situation de la femme de science (1999).
- Recherche, rédaction et présentation de la brochure Notre héritage un tremplin pour demain pour le cinquantième anniversaire de l’AFDU-Montréal, (Association des femmes diplômées des universités-Montréal), 12 pages, avril 1999.
- Participation à l’émission scientifique Les années-lumière, Radio-Canada, Montréal (mars 2000), à la suite de la parution de son livre : Propos d’une physicienne sur la situation de la femme de science.
- (en) Luce Gauthier, « Women in Science or Women Scientist? », American Physical Society News,‎ août - septembre 2001 (lire en ligne).
- Présentation de la communication, Women in Physics at McGill University during the 20th Century, au 12e congrès de la ICWES (International Conference of Women Engineers and Scientists), Ottawa, 27-31 juillet 2002[13].
- Présidence de la session, Technical Papers Engineering/Physics au 12e congrès de la ICWES (International Conference of Women Engineers and Scientists), Ottawa, 27-31 juillet 2002[13].
- Conférencière invitée, Colloque sur Les femmes et les sciences, Congrès de l’ACFAS, Québec, mai 2002.
- Participation au colloque : Sciences, Technologies, Ingénierie et Mathématiques : des réflexions et des actions pour la relève. Université du Québec à Trois-Rivières. Octobre 2003.
- (en) Luce Gauthier, « Women in Physics at McGill University during the 20th Century », Physics in Canada,‎ novembre/décembre 2003, p. 313 (lire en ligne).
- (en) Luce Gauthier, « Response to the letter of Dr E.J.Stansbury », Physics in Canada/La physique au Canada,‎ janvier/février 2004, p. 4 (lire en ligne), 60, no 1, janvier/février 2004.
- Invitée à l'émission Pensée libre, animateur Serge Bouchard, Radio-Canada, 7 mars 2006.
- (en) Luce Gauthier, « Critique du livre Out Of The Shadows, Contributions of Twentieth-century Women to Physics », Physics in Canada/La physique au Canada,‎ octobre-décembre 2007, p. 244 (lire en ligne).